# Cololabis saira
Balaou du Japon
Espèce
Cololabis saira, le Balaou du Japon, est une espèce de poissons marins de la famille des Scomberesocidae. C'est une ressource alimentaire dans certains pays d'Extrême-Orient. Il est nommé sanma (秋刀魚, サンマ) en japonais, kongchi (꽁치) en coréen, qiu dao yu (秋刀魚) en chinois, saira (сайра) en Russe et Pacific saury en anglais. Le terme saira utilisé dans le nom scientifique provient de l'appellation de ce poisson dans la péninsule de Kii au Japon.
Les caractères chinois utilisés dans les noms chinois et japonais (秋刀魚) veulent dire « poisson-couteau d'automne » en référence à la forme du corps en lame de couteau et à la saison d'abondance de ce poisson.

## Apparence
Cololabis saira est un poisson ayant une petite gueule, un corps élancé, une série de petites nageoires entre la nageoire dorsale et la nageoire anale, et une petite queue fourchue. La couleur du dos va du vert foncé au bleu, le ventre étant argenté. Des taches bleues sont distribuées aléatoirement sur les côtés. Cololabis saira fait en moyenne 36 à 40 cm de longueur et vit au maximum deux ans.

## Biologie
Ce poisson pélagique vit en bancs dans le Pacifique nord, du Japon à l'ouest, au golfe d'Alaska à l'est et au sud jusqu'au Mexique ; 67 °N – 18 °N, 137 °E – 108 °W. Il préfère les températures autour de 15 à 18 °C. On les trouve le plus souvent près de la surface et plus rarement jusqu'à 230 m de profondeur. Cololabis saira est connu pour ses sauts au-dessus de la surface de l'eau lorsqu'il tente d'échapper à un prédateur. Ce comportement est similaire à celui des poissons volants, eux-mêmes cousins des Scomberesocidae.
Cololabis saira est un poisson migrateur. Les adultes se trouvent au large, en bancs proches de la surface. Les jeunes profitent d'algues dérivantes. C'est une espèce ovipare. Les œufs sont attachés les uns aux autres et à des objets flottants comme des algues via des filaments.
Il se nourrit de zooplancton (copépodes, krill, amphipodes) et des œufs et larves d'autres poissons comme les anchois. Il n'a pas d'estomac et son intestin est court et droit.
Ses prédateurs naturels sont (entre autres) les mammifères marins, les calamars et les thons.

## Commerce
Ce poisson est la cible des pêcheurs de Taïwan, de Russie et du Japon. Il est d'une grande importance économique dans les régions du monde où on le trouve. Son attirance pour la lumière en fait un poisson relativement facile à pêcher.

## Cuisine

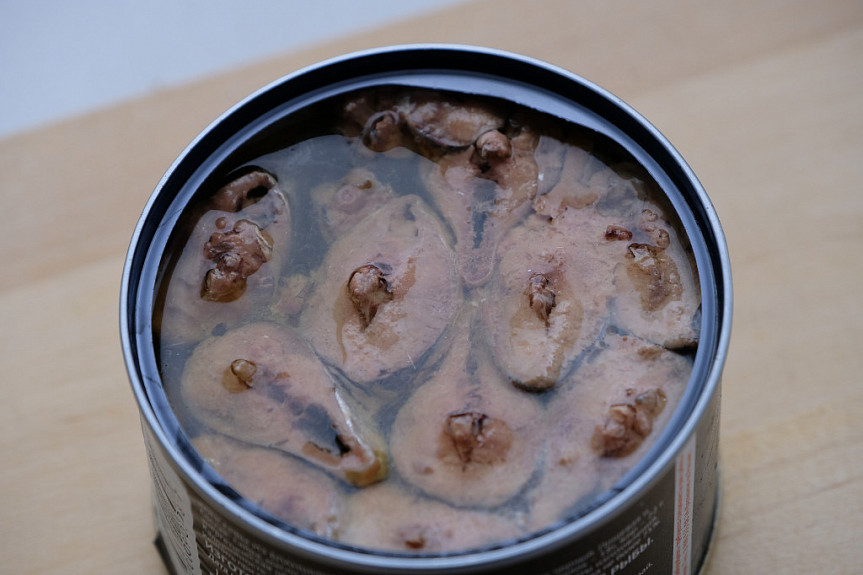
Boîte ouverte de balaou.

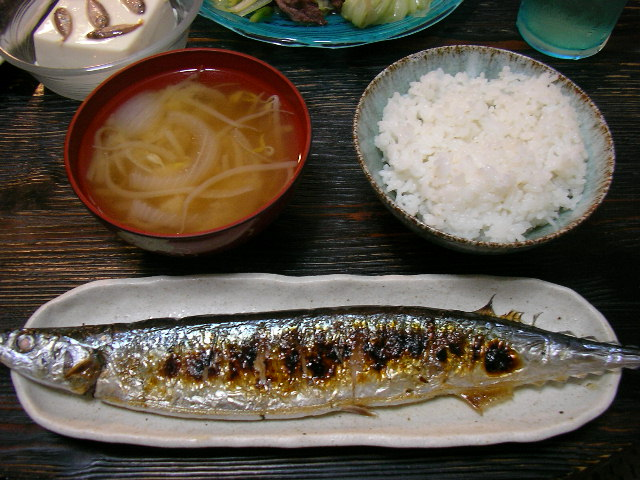
Sanma, soupe miso et riz.

Au Japon, le sanma est consommé massivement en automne. Il est servi le plus souvent entier, salé et grillé, accompagné de raifort râpé, de soupe miso et de riz. Il peut aussi être assaisonné de sauce soja, de jus de citron, de citron vert ou encore de sudachi. Les intestins sont amers mais beaucoup d'amateurs apprécient cette amertume, ce qui explique que le poisson soit très rarement vidé avant d'être cuit.
Un mode de consommation similaire existe en Corée sous le nom de kongchi gui (꽁치구이).
Plus rarement, le sanma est consommé en sashimi (cru). Les sushis de sanma sont une spécialité de la péninsule de Kii (Préfecture de Mie).
La chair du sanma contient des protéines de bonne qualité, faciles à digérer et à absorber pour le corps humain. Elle est également riche en acides gras polyinsaturés oméga-3 (EPA, DHA), de « bonnes graisses » qui aident à la prévention des maladies cardiovasculaires.

## Systématique
Le nom valide complet (avec auteur) de ce taxon est Cololabis saira (Brevoort (d), 1856).
L'espèce a été initialement classée dans le genre Scomberesox sous le protonyme Scomberesox saira Brevoort, 1856.
Ce taxon porte en français les noms vernaculaires ou normalisés suivants : Balaou du Japon, Balaou du Pacific, Balaou japonais, Orphie, Samma, Saurie, Saury.
Cololabis saira a pour synonymes :
- Scomberesox saira Brevoort, 1856
- Scombresox brevirostris Peters, 1866